# Andrei Witaljewitsch Korotajew

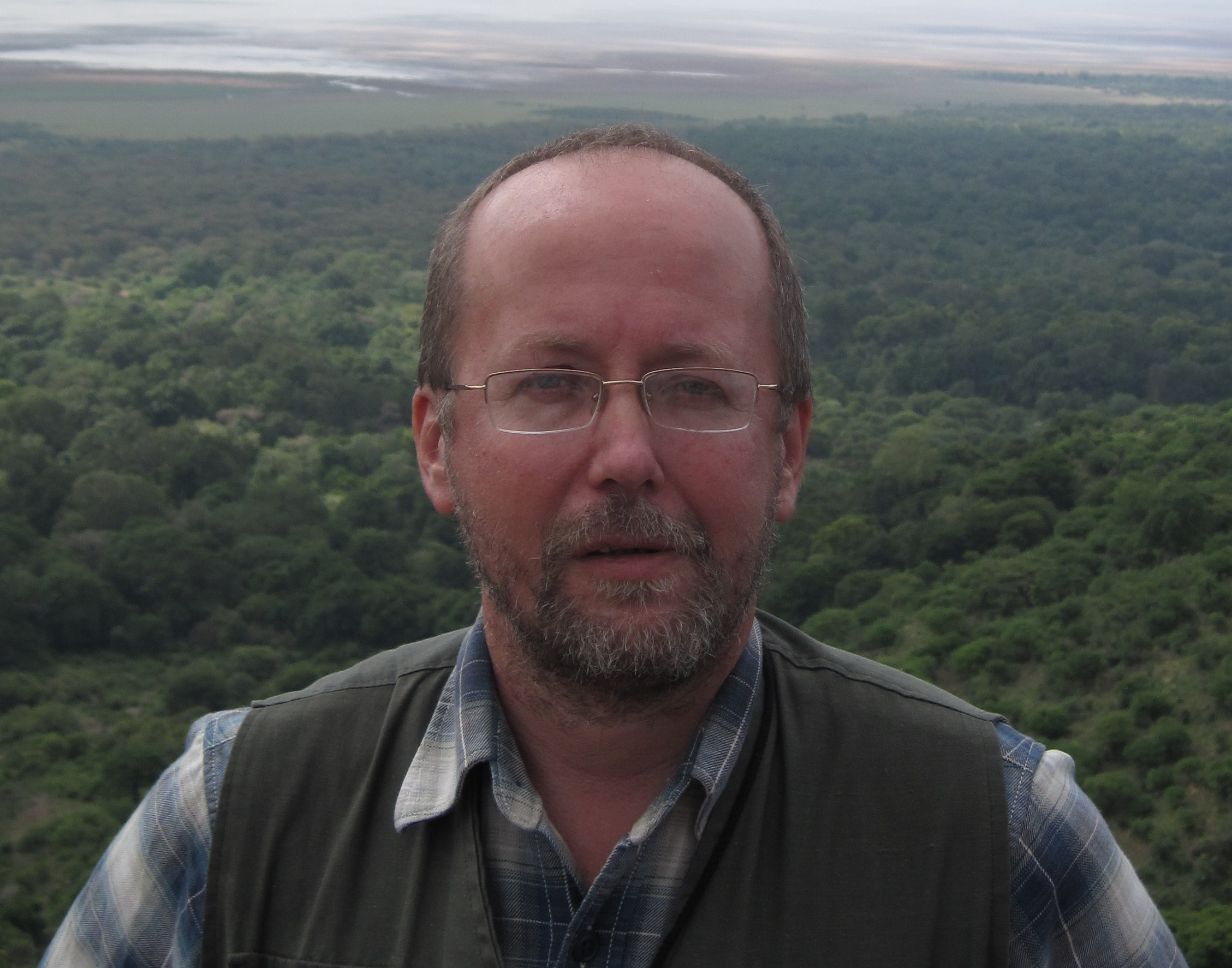
Andrei Korotajew (2008)

Andrei Witaljewitsch Korotajew (russisch Андрей Витальевич Коротаев; * 17. Februar 1961 in Moskau) ist ein russischer Orientalist, Anthropologe, Historiker und Ökonom. Er ist Direktor des Moskauer Zentrums der Anthropologie des Ostens. 2003 und 2004 war er auch am Institute for Advanced Study.

## Leben und Forschung
Andrei Korotajew studierte am Institut der Länder Asiens und Afrikas der Lomonossow-Universität Moskau und schloss sein Studium 1984 als Historiker ab. 1990 erlangte er den akademischen Grad Kandidat der Wissenschaften (Doktor); 1993 den Ph.D. an der Universität Manchester; 1998 den akademischen Grad Doktor der Wissenschaften in Geschichtswissenschaft.
Seit 1989 arbeitet er am Institut für Orientstudien der Russischen Akademie der Wissenschaften in Moskau. Ab 2002 als leitender Forscher; seit 2012 als Forschungsleiter. 2001 bis 2004 war Korotajew Professor an der Abteilung für Allgemeine Soziologie und Leiter der Programms „Soziologie des Ostens“ an der Nationalen Forschungsuniversität „Hochschule für Wirtschaft“ in Moskau.
Schwerpunkte seiner Forschung sind vier Problemfelder: Er befasst sich mit der langfristigen Evolution von sozialpolitischen Systemen des nordöstlichen Jemen, erforscht die Ursprünge des Islam und die wichtigsten Trends in der Entwicklung der sozialen Systeme im südlichen Arabien. Er hat die Existenz matrilinearen Gruppen im vorislamischen Arabien nachgewiesen.
Ein weiterer Forschungsschwerpunkt sind interkulturelle Studien (Cross-Cultural Studies). Er hat wichtige Beiträge zur Erforschung der Frage der Determinanten der Matrilokalität geleistet.
Er befasst sich mit der mathematischen Modellbildung der sozialen, wirtschaftlichen und historischen Dynamik („Kliodynamik“). Seine mathematischen Modelle beschreiben im Detail die langfristige politisch-demographische Dynamik Ägyptens; diese nutzte er, um die Revolution in Ägypten 2011 zu analysieren. Schließlich beobachtet und analysiert er die langfristige Entwicklung der globalen Wirtschaftsdynamik (Kondratjew-Zyklus).

Er arbeitet auf den Gebieten der Ökonomie und Ethnografie, speziell in Bezug auf Faktoren der aktuellen demographischen Krise in Russland. 

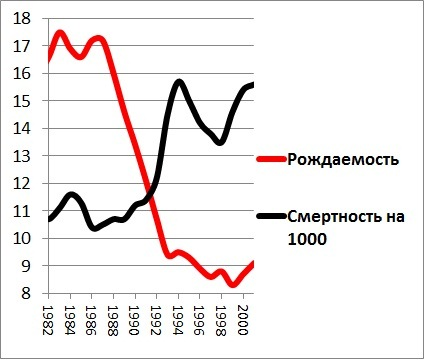
Russisches Kreuz: Geburten (rot) und Sterbefälle (schwarz) pro 1000 Einwohner pro Jahr in Abhängigkeit von der Zeit in Jahren

Zusammen mit Darja Andrejewna Chalturina untersuchte Korotajew die Faktoren und Mechanismen der gegenwärtigen russischen demografischen Krise. Die Ergebnisse waren die Grundlage für die mathematische Modellierung der demografischen Zukunft Russlands. Korotajew schlug eine überzeugende mathematische Erklärung der Doomsday Equation Heinz von Foersters des Weltbevölkerungswachstums vor.
Korotajew zeigte mit seinen Kollegen, dass der Protestantismus zur Entwicklung des Kapitalismus beigetragen hat, wobei nicht, wie Max Weber vorgeschlagen hatte, die protestantische Ethik wichtig war, sondern die protestantische Lesefähigkeit infolge der Verpflichtung zum Bibellesen.
Korotajew und Chalturina gehörten zu den Pionieren der Untersuchung der Korrelation zwischen der räumlichen Verteilung der Mythen und der der genetischen, linguistischen und anderer Charakteristika von Menschen, um die frühe Menschheitsgeschichte zu rekonstruieren. Ein Anwendungsfall sind die frühen Wanderungsbewegungen aus Sibirien nach Amerika.
2012 erhielt er die Goldmedaille der Internationalen Kondratieff-Stiftung.

## Werke

### Bücher
- Ancient Yemen. Some general trends of evolution of the Sabaic language and Sabaean culture. In: Journal of Semitic studies. Supplement 5. Oxford University Press on behalf of the University of Manchester, Oxford / New York 1995, ISBN 0-19-922237-1 (englisch, academia.edu [abgerufen am 17. Oktober 2017]).
- Pre-Islamic Yemen : socio-political organization of the Sabaean cultural area in the 2nd and 3rd centuries AD. Harrassowitz Verlag, Wiesbaden 1996, ISBN 3-447-03679-6 (englisch).
- World Religions and Social Evolution of the Old World Oikumene Civilizations: A Cross-Cultural Perspective. Edwin Mellen, New York 2004, ISBN 0-7734-6310-0 (englisch).
- Andrei Witaljewitsch Korotajew, Alexander Wladimirowitsch Markow, Darja Andrejewna Chalturina: Introduction to Social Macrodynamics: Compact Macromodels of the World System Growth. Russische Staatliche Geisteswissenschaftliche Universität, Moskau 2006, ISBN 5-484-00414-4 (englisch).
- Andrei Witaljewitsch Korotajew, Alexander Wladimirowitsch Markow, Darja Andrejewna Chalturina: Introduction to social macrodynamics : secular cycles and millennial trends. Editorial URSS, Moskau 2006, ISBN 5-484-00559-0 (englisch).
- Andrei Witaljewitsch Korotajew, Darja Andrejewna Chalturina: Introduction to social macrodynamics : secular cycles and millennial trends in Africa. Editorial URSS, Moskau 2006, ISBN 5-484-00560-4 (englisch).
- Andrei Witaljewitsch Korotajew, Leonid Jefimowitsch Grinin: Great Divergence and Great Convergence : A Global Perspective. In: International Perspectives on Social Policy, Administration, and Practice. Springer, 2015, ISBN 978-3-319-17780-9, doi:10.1007/978-3-319-17780-9 (englisch).
- Leonid Jefimowitsch Grinin, Andrei Witaljewitsch Korotajew, Arno Tausch: Economic Cycles, Crises, and the Global Periphery. Springer, Heidelberg / New York / Dordrecht / London 2016, ISBN 978-3-319-41260-3, doi:10.1007/978-3-319-41262-7 (englisch).

### Artikel (Auswahl)
- Andrei Witaljewitsch Korotajew, Alexander A. Kasankow: Regions based on social structure: A reconsideration (or apologia for "diffusionism"). In: Current Anthropology. Band 41, Nr. 4. The University of Chicago Press on behalf of Wenner-Gren Foundation for Anthropological Research, 2000, S. 668–690, JSTOR:10.1086/317395 (englisch).
- Alexander Wladimirowitsch Markow, Andrei Witaljewitsch Korotajew: Phanerozoic marine biodiversity follows a hyperbolic trend. Band 16, Nr. 4, Dezember 2007, S. 311–318, doi:10.1016/j.palwor.2007.01.002 (englisch).
- Andrei Witaljewitsch Korotajew, Julia Wiktorowna Sinkina, Justislaw Wladimirowitsch Boschewolnow: Kondratieff waves in global invention activity (1900–2008). In: Technological Forecasting and Social Change. Band 78, Nr. 7, September 2011, S. 1280–1284, doi:10.1016/j.techfore.2011.02.011 (englisch, sciencedirect.com [abgerufen am 22. Oktober 2017]).
- Andrei Witaljewitsch Korotajew, Julia Wiktornowna Sinkina: Egyptian Revolution: A Demographic Structural Analysis. In: Entelequia. Revista Interdisciplinar. Band 13, 2011, S. 139–165 (englisch).
- Andrei Witaljewitsch Korotajew, Julia Wiktornowna Sinkina, Swetlane Kobzewa, Justislaw Wladimirowitsch Boschewolnow, Darja Andrejewna Chalturina, Artemi S. Malkow, Sergei Jurjewitsch Malkow: A Trap At The Escape From The Trap? Demographic-Structural Factors of Political Instability in Modern Africa and West Asia. In: Cliodynamics: the Journal of Theoretical and Mathematical History. Band 2, Nr. 2, 2011, S. 276–303 (englisch, escholarship.org [abgerufen am 22. Oktober 2017]).
- The 21st Century Singularity and its Big History Implications: A re-analysis.Journal of Big History 2/3 (2018): 71 - 118.
- Economic growth, education, and terrorism: A re-analysis. Terrorism and Political Violence 33/3 (2021): 572-595.